# ليدي إيزابيلا هيرفي
ليدي إيزابيلا هيرفي (بالإنجليزية: Lady Isabella Hervey)‏ هي نجمة اجتماعية وأرستقراطية وعارضة وممثلة بريطانية، ولدت في 9 مارس 1982 في المملكة المتحدة.

## وصلات خارجية
- ليدي إيزابيلا هيرفي على موقع IMDb (الإنجليزية)